# Nastja Čeh
Nastja Čeh (Ptuj, República Federativa Socialista de Yugoslavia, 26 de enero de 1978) es un exfutbolista esloveno, que se desempeñó como mediocampista y que militó en diversos clubes de Eslovenia, Bélgica, Austria, Rusia, Grecia, Croacia, Israel, Indonesia y Vietnam.

## Clubes
| Club                 | País      | Año         |
| -------------------- | --------- | ----------- |
| NK Drava Ptuj        | Eslovenia | 1995 - 1996 |
| Maribor              | Eslovenia | 1996 - 1998 |
| Olimpija Ljubljana   | Eslovenia | 1999 - 2000 |
| Maribor              | Eslovenia | 2000 - 2001 |
| Club Brujas          | Bélgica   | 2001 - 2005 |
| Austria Viena        | Austria   | 2005 - 2007 |
| FK Khimki            | Rusia     | 2007 - 2008 |
| Panserraikos         | Grecia    | 2008 - 2009 |
| Rijeka               | Croacia   | 2009 - 2010 |
| Bnei Sakhnin         | Israel    | 2010 - 2011 |
| Maccabi Petah-Tikvah | Israel    | 2011 - 2012 |
| PSMS Medan           | Indonesia | 2012 - 2013 |
| FLC Thanh Hóa        | Vietnam   | 2013 - 2014 |
| NK Drava Ptuj        | Eslovenia | 2014 - 2018 |

## Selección nacional
Ha sido internacional con la selección de fútbol de Eslovenia, donde jugó en 46 ocasiones y anotó 6 goles en el seleccionado esloveno adulto. Asimismo, Nastja Čeh participó junto a su selección en una Copa del Mundo y fue en la edición de Corea del Sur y Japón 2002, cuando su selección quedó eliminada en la primera fase, siendo último en su grupo (que compartió con España, Paraguay y Sudáfrica). También participó en la Eurocopa de Holanda y Bélgica 2000, cuando su selección quedó eliminada en la primera fase, siendo último en su grupo (que compartió con España, Yugoslavia y Noruega).